# Valentin Eysseric
Valentin Eysseric (Aix-en-Provence, 25 marzo 1992) è un calciatore francese, centrocampista dell'Iğdır.

## Caratteristiche tecniche
Può giocare come esterno offensivo su entrambe le fasce, ma anche come trequartista. Rapido, dotato di una buona tecnica individuale, ha grande grinta e forza caratteriale. Si dimostra abile nel fornire assist per i compagni.

## Carriera

### Club

#### Monaco
Cresce calcisticamente nelle giovanili del Monaco, per poi fare il debutto con la prima squadra il 23 luglio 2011 in una partita di coppa di lega francese contro il Sedan.

#### Nizza
Il 24 agosto 2012 passa in prestito al Nizza. Il 15 settembre seguente realizza nella vittoria interna in campionato contro il Brest la sua prima rete con gli aquilotti.
Nel gennaio del 2013 viene riscattato completamente per poi firmare un contratto fino al giugno 2017. Il 2 marzo seguente durante la partita contro il Saint-Étienne si rende protagonista di un brutto gesto entrando in maniera scomposta sulle gambe di Jérémy Clément rompendogli tibia e perone, per questo episodio viene punito con ben undici giornate di squalifica.

#### Prestito al Saint-Étienne
Il 18 agosto 2015 passa in prestito annuale al Saint-Étienne dove però a fine stagione fa ritorno al Nizza.

#### Fiorentina e prestiti al Nantes e all'Hellas Verona
Il 9 agosto 2017 viene ufficializzato il suo passaggio alla Fiorentina a titolo definitivo per 4 milioni di euro. Con i viola firma un contratto fino al 30 giugno 2021. Segna il suo primo gol in maglia viola ( e anche l'unico stagionale ) il 6 maggio 2018 nella vittoria in trasferta contro il Genoa per 3-2.
Il 31 gennaio 2019 viene ceduto in prestito con diritto di riscatto al Nantes. Pochi giorni dopo debutta in Coppa di Francia nella vittoria casalinga per 2-0 sul Tolosa, valida per gli ottavi di finale; mentre il 10 febbraio è la volta del debutto in Ligue 1, subentrando ad Abdoulaye Touré nella sconfitta interna in rimonta contro il Nîmes (2-4). Tre giorni dopo gioca invece per la prima volta da titolare con la maglia dei gialloverdi.
Il mese successivo dapprima è decisivo in coppa nazionale con una doppietta ai danni del Vitré, con cui contribuisce al passaggio del turno; mentre il 31 marzo, dopo aver sbagliato un calcio di rigore, segna la prima e unica rete con la maglia dei canarini contro il Nizza (sconfitta 2-3), inutile ai fini di risultato finale.
Nonostante il buon inizio, la parentesi con les canaries si rivela infruttuosa, con Eysseric che gioca solo cinque gare in campionato - tre da titolare - a causa di frequenti infortuni; per questo, e anche per la cifra del riscatto considerata troppo elevata, non viene riscattato dal club francese.
Non trovando spazio, il 31 gennaio 2020 passa in prestito per sei mesi al Verona. Esordisce con i gialloblu il 5 febbraio successivo nel recupero di campionato in casa della Lazio, pareggiato per 0-0: la sua presenza diventa un caso in quanto il francese era sceso in campo nella stessa giornata di  campionato, la numero 17, anche il 20 dicembre 2019 con la maglia della Fiorentina contro la Roma, diventando così il primo calciatore a disputare un turno di campionato con due casacche diverse.
Dopo aver disputato solo 6 gare con i veneti, torna alla Fiorentina per la stagione 2020-2021, dove trova maggiore spazio sotto la gestione di Cesare Prandelli. Ritrova la rete il 19 febbraio 2021, nel successo casalingo sullo Spezia per 3-0. Chiude l'anno con 2 reti siglate (dopo quella nella vittoria esterna per 1-4 contro il Benevento), non rinnovando il proprio contratto col club viola. 4

#### Kasımpaşa
Il 23 luglio 2021 viene acquistato dal Kasımpaşa.

### Nazionale
Compie la trafila delle nazionali giovanili francesi, giocando qualche gettone con l'Under-19 francese, l'Under-20 francese ed anche con la nazionale Under-21 francese.

## Statistiche

### Presenze e reti nei club
Statistiche aggiornate al 6 gennaio 2025.
| Stagione          | Squadra           | Campionato        | Campionato | Campionato | Coppe nazionali | Coppe nazionali | Coppe nazionali | Coppe continentali | Coppe continentali | Coppe continentali | Altre coppe | Altre coppe | Altre coppe | Totale | Totale |
| Stagione          | Squadra           | Comp              | Pres       | Reti       | Comp            | Pres            | Reti            | Comp               | Pres               | Reti               | Comp        | Pres        | Reti        | Pres   | Reti   |
| ----------------- | ----------------- | ----------------- | ---------- | ---------- | --------------- | --------------- | --------------- | ------------------ | ------------------ | ------------------ | ----------- | ----------- | ----------- | ------ | ------ |
| 2011-2012         | Monaco            | L2                | 16         | 1          | CF+CL           | 1+1             | 0               | -                  | -                  | -                  | -           | -           | -           | 18     | 1      |
| ago. 2012         | Monaco            | L2                | 1          | 0          | CF+CL           | 0+1             | 0               | -                  | -                  | -                  | -           | -           | -           | 2      | 0      |
| Totale Monaco     | Totale Monaco     | Totale Monaco     | 17         | 1          |                 | 3               | 0               |                    | -                  | -                  |             | -           | -           | 20     | 1      |
| set. 2012-2013    | Nizza             | L1                | 24         | 5          | CF+CL           | 1+3             | 2+2             | -                  | -                  | -                  | -           | -           | -           | 28     | 9      |
| 2013-2014         | Nizza             | L1                | 29         | 3          | CF+CL           | 1+1             | 0               | UEL                | 2                  | 0                  | -           | -           | -           | 33     | 3      |
| 2014-2015         | Nizza             | L1                | 36         | 2          | CF+CL           | 1+1             | 0               | -                  | -                  | -                  | -           | -           | -           | 38     | 2      |
| ago. 2015         | Nizza             | L1                | 1          | 0          | CF+CdL          | 0+0             | 0               | -                  | -                  | -                  | -           | -           | -           | 1      | 0      |
| ago. 2015-2016    | Saint-Étienne     | L1                | 29         | 6          | CF+CdL          | 4+0             | 1+0             | UEL                | 6                  | 1                  | -           | -           | -           | 39     | 8      |
| 2016-2017         | Nizza             | L1                | 29         | 4          | CF+CdL          | 0+0             | 0               | UEL                | 4                  | 0                  | -           | -           | -           | 33     | 4      |
| lug.-ago. 2017    | Nizza             | L1                | 1          | 0          | CF+CdL          | 0+0             | 0               | UCL                | 2                  | 0                  | -           | -           | -           | 3      | 0      |
| Totale Nizza      | Totale Nizza      | Totale Nizza      | 120        | 14         |                 | 8               | 4               |                    | 8                  | 0                  |             | -           | -           | 136    | 18     |
| ago. 2017-2018    | Fiorentina        | A                 | 21         | 1          | CI              | 2               | 0               | -                  | -                  | -                  | -           | -           | -           | 23     | 1      |
| 2018-gen. 2019    | Fiorentina        | A                 | 8          | 0          | CI              | 0               | 0               | -                  | -                  | -                  | -           | -           | -           | 8      | 0      |
| gen.-giu. 2019    | Nantes            | L1                | 5          | 1          | CF+CdL          | 2+0             | 0               | -                  | -                  | -                  | -           | -           | -           | 7      | 1      |
| 2019-gen. 2020    | Fiorentina        | A                 | 3          | 0          | CI              | 0               | 0               | -                  | -                  | -                  | -           | -           | -           | 3      | 0      |
| gen.-ago. 2020    | Verona            | A                 | 6          | 0          | CI              | 0               | 0               | -                  | -                  | -                  | -           | -           | -           | 6      | 0      |
| 2020-2021         | Fiorentina        | A                 | 16         | 2          | CI              | 2               | 0               | -                  | -                  | -                  | -           | -           | -           | 18     | 2      |
| Totale Fiorentina | Totale Fiorentina | Totale Fiorentina | 48         | 3          |                 | 4               | 0               |                    | -                  | -                  |             | -           | -           | 51     | 3      |
| 2021-2022         | Kasımpaşa         | SL                | 29         | 5          | TK              | 3               | 1               | -                  | -                  | -                  | -           | -           | -           | 32     | 6      |
| 2022-2023         | Kasımpaşa         | SL                | 32         | 3          | TK              | 1               | 0               | -                  | -                  | -                  | -           | -           | -           | 33     | 3      |
| Totale Kasimpasa  | Totale Kasimpasa  | Totale Kasimpasa  | 61         | 8          |                 | 4               | 1               |                    | -                  | -                  |             | -           | -           | 65     | 9      |
| 2023-2024         | Fatih Karagümrük  | SL                | 31         | 6          | TK              | 5               | 0               | -                  | -                  | -                  | -           | -           | -           | 36     | 6      |
| 2024-2025         | Iğdır Es Spor     | 1.L               | 15         | 1          | TK              | 1               | 0               | -                  | -                  | -                  | -           | -           | -           | 16     | 1      |
| Totale carriera   | Totale carriera   | Totale carriera   | 332        | 40         |                 | 31              | 6               |                    | 14                 | 1                  |             | -           | -           | 377    | 47     |